# Сухая Таловка
Сухая Таловка — река в России, протекает по Николаевскому району Волгоградской области. Устье реки находится в 25 км по левому берегу Ерусланского залива Волгоградского водохранилища. Длина реки составляет 12 км, площадь водосборного бассейна 92,3 км².

## Данные водного реестра
По данным государственного водного реестра России относится к Нижневолжскому бассейновому округу, водохозяйственный участок реки — Волга от Саратовского гидроузла до Волгоградского гидроузла, без рек Большой Иргиз, Большой Караман, Терешка, Еруслан, Торгун. Речной бассейн реки — Волга от верхнего Куйбышевского водохранилища до впадения в Каспий.
Код объекта в государственном водном реестре — 11010002212112100011333.